# Internationella dagen för det arabiska språket

Språkdagens logotyp.

Internationella dagen för det arabiska språket är en av Förenta nationernas internationella dagar. Den  instiftades år 2010 på initiativ av Unesco och uppmärksammas den 18 december varje år.
Arabiska är ett av FN:s sex 
officiella arbetsspråk och talas av mer än 422 miljoner människor i världen och används av mer än 1,5 miljarder muslimer. 
Temadagen, som också är en hyllning av arabiska författare, forskare och konstnärer och deras bidrag till mänskligheten och kulturen, antogs i samband med den internationella modersmålsdagen och det valda datumet är den dag då arabiska antogs som officiellt språk och  arbetsspråk av 
FN:s generalförsamling år 1973.